# Hypopyra ochracea
Hypopyra ochracea là một loài bướm đêm trong họ Erebidae.